# Sören Claeson
Sören Claeson, född 9 februari 1959, är en svensk före detta brottare, som deltog i tre olympiska sommarspel 1980-1988. Han blev bronsmedaljör i grekisk-romersk stil 82 kg i Los Angeles 1984.
Sören brottades för Lidköpings Atletsällskap och vann totalt 10 SM-guld, varav fyra i den antika stilen och sex i fristil. Han har även vunnit två nordiska mästerskap.
Efter avslutad karriär har Sören Claeson arbetat som idrottslärare.
I november 2017 var Claeson inblandad i en uppmärksammad händelse i sitt arbete som högstadielärare. Efter att ha lyft undan en elev som blockerat en korridor med en soffa anmäldes Claesson till Barn- och elevombudet som krävde ett skadestånd på 10000 kronor av Lidköpings kommun. Kommunen vägrade att betala skadeståndet och tog händelsen vidare till tingsrätten. Claesson och Lidköpings kommun friades sommaren 2020 efter att domen nått hela vägen till Högsta domstolen (Sverige).